# Chrysoprasis guerrerensis
Chrysoprasis guerrerensis là một loài bọ cánh cứng trong họ Cerambycidae.